# Thun-l'Évêque
 Thun-l'Évêque là một xã của tỉnh Nord, thuộc vùng Hauts-de-France, miền bắc nước Pháp.